# Fågeltofta socken
Fågeltofta socken i Skåne ingick i Albo härad, uppgick 1969 i Tomelilla köping och området ingår sedan 1971 i Tomelilla kommun och motsvarar från 2016 Fågeltofta distrikt.
Socknens areal är 31,96 kvadratkilometer varav 31,80 land. År 2000 fanns här 249 invånare. Kronovalls slott samt kyrkbyn Fågeltofta med sockenkyrkan Fågeltofta kyrka ligger i socknen.

## Administrativ historik
Socknen har medeltida ursprung. 
Vid kommunreformen 1862 övergick socknens ansvar för de kyrkliga frågorna till Fågeltofta församling och för de borgerliga frågorna bildades Fågeltofta landskommun. Landskommunen uppgick 1952 i Brösarps landskommun som 1969 uppgick i Tomelilla köping som 1971 ombildades till Tomelilla kommun. Församlingen uppgick  2002 i Brösarp-Tranås församling.
1 januari 2016 inrättades distriktet Fågeltofta, med samma omfattning som församlingen hade 1999/2000.  
Socknen har tillhört län, fögderier, tingslag och domsagor enligt vad som beskrivs i artikeln Albo härad. De indelta soldaterna tillhörde Södra skånska infanteriregementet, Albo kompani och Skånska dragonregementet, Torna skvadron, Sallerups kompani.

## Geografi
Fågeltofta socken ligger norr om Tomelilla på Österlen med Linderödsåsen i nordost. Socknen är en mjukt kuperad odlingsbygd med kuperad skogsbygd i nordost.
I socknen finns byarna Bondrum, Frörum, Bontofta och Månslunda. I Bondrum ligger benediktinklostret Mariavall.

## Fornlämningar
Lösfynd från stenåldern är funna. Från bronsåldern finns gravhögar och stensättningar.

## Historia
Den stora förändringen skedde i början av 1800-talet genom förordningen av enskiftet år 1803. Ett stort antal gårdar kom då att brytas ut ur bygemenskapen, dock med undantag för den välkända Bondrumsgården. Efter mitten av 1800-talet har efter hand skett stor omstrukturering av jordbruket till allt större brukningsenheter.

## Namnet
Namnet skrevs 1344 Fulstoftä och kommer från kyrkbyn. Efterleden innehållet toft, 'tomt, äga'. Förleden innehåller troligen mansnamnet Fughl, 'Fågel'..